# Arselon

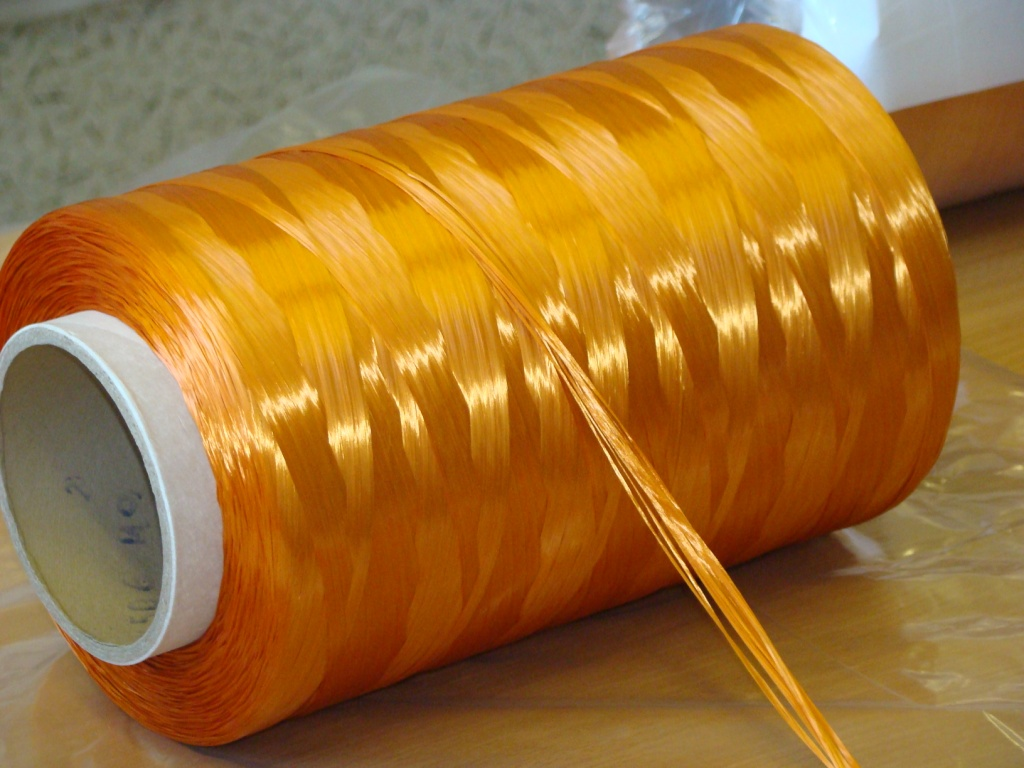
Filamentová příze z arselonu

Arselon je textilní vlákno vyráběné na bázi polyoxadiozolu (POD) běloruskou firmou СветлогорскХимволокно.
Arselon se používá především k výrobě textilií odolných proti vysokým teplotám.
Arselon se začal vyrábět v roce 1977, v roce 2013 dosáhla výroba 230 t (při 90 % využití výrobní kapacity).

## Způsob výroby
Výchozí suroviny jsou tereftalické kyseliny, hydrazinové sulfáty a nafta. Roztok vzniklý polykondenzací tereftalické kyseliny a hydrazinového sulfátu se při teplotách 90–130 °C zpracovává mokrým zvlákňováním na filamenty s jemností 30 až 100 tex.
Firma dodává z arselonu také stříže s jemností 1,7 a 3,3 dtex v délkách 36–51 a 66 mm, mletá vlákna s délkou 0,2 až 2 mm a šicí nitě s tloušťkou 120 tex.

## Vlastnosti
Arselon má hořlavost LOI 30 %, snáší trvalé tepelné zatížení do 250 °C, při 200 °C se snižuje pevnost ze 45 cN/tex na 27 cN/tex a při 500 °C se vlákenný materiál rozkládá.
Arselon má velmi nízký koeficient tření ve styku s kovy, proto je také vhodný ke zpevňování kompozitů.
Navlhavost dosahuje 10–11 %, tažnost 10–15 %, sráživost 0,5 %, elektrický odpor 1014 ohm x mm2/m.